# Nick Cohee
Nick Cohee (1988) è un ex sciatore alpino statunitense.

## Biografia
Specialista dello slalom gigante attivo in gare FIS dal dicembre del 2003, in Nor-Am Cup Cohee ha esordito il 27 novembre 2006 a Keystone (44º) e nel corso della sua carriera ha conquistato due podi: il 2º posto del 12 marzo 2012 a Stowe Mountain e la vittoria del 20 dicembre 2013 a Vail.
Il 25 ottobre 2015 ha disputato a Sölden la sua unica gara in Coppa del Mondo, senza completarla. Si è ritirato al termine della stagione 2016-2017 e la sua ultima gara è stata uno slalom gigante FIS disputato l'8 aprile ad Aspen, chiuso da Cohee al 14º posto; in carriera non ha preso parte a rassegne olimpiche o iridate.

## Palmarès

### Nor-Am Cup
- Miglior piazzamento in classifica generale: 27º nel 2014
- 2 podi:
  - 1 vittoria
  - 1 secondo posto

#### Nor-Am Cup - vittorie
| Data             | Località | Paese       | Specialità |
| ---------------- | -------- | ----------- | ---------- |
| 20 dicembre 2013 | Vail     | Stati Uniti | GS         |

Legenda:

GS = slalom gigante

### Australia New Zealand Cup
- Miglior piazzamento in classifica generale: 6º nel 2007
- 2 podi:
  - 1 secondo posto
  - 1 terzo posto

### Campionati statunitensi
- 1 medaglia:
  - 1 bronzo (slalom gigante nel 2015)